# Leonid Ivachov
 (juin 2024).
Si vous disposez d'ouvrages ou d'articles de référence ou si vous connaissez des sites web de qualité traitant du thème abordé ici, merci de compléter l'article en donnant les références utiles à sa vérifiabilité et en les liant à la section « Notes et références ».
Le général russe Leonid Ivachov ((ru) : Леонид Григорьевич Ивашов), né le 31 août 1943 à Bichkek en République socialiste soviétique kirghize, est, depuis mai 2009, le président de l'Académie russe des problèmes géopolitiques.

## Carrière militaire
Diplômé de l'école militaire de Tachkent de l'Armée rouge en 1964, il travaille comme assistant du ministre soviétique de la Défense Dmitri Oustinov de 1976 à 1984.
Il devient directeur en 1987 du Département des affaires générales du ministère soviétique de la Défense, secrétaire du Conseil des ministres de la défense de la Communauté des États indépendants (CEI), directeur du Département de la coopération militaire du Ministère russe de la Défense (responsable des ventes d'armements à l'Iran entre autres). 
L'ancien sous-secrétaire d'État des États-Unis Strobe Talbott  attribue l'envoi d'un contingent russe à l'aéroport de Pristina, le 11 juin 1999, à la fin de la guerre du Kosovo – sans que les ministres russes de la Défense et des Affaires Étrangères soient apparemment au courant – à une « mutinerie virtuelle » d’un groupe d’officiers russes dirigé notamment par le général Leonid Ivachov.
Il a quitté les forces armées de la fédération de Russie en 2001.

## Carrière militante
Une fois admis à la retraite, il a affirmé que les attentats survenus aux États-Unis n'avaient pas été perpétrés par des islamistes, mais étaient le fruit « d'une collusion interne du capitalisme américain ».
Opposant à Vladimir Poutine, auquel il reproche de continuer à s'appuyer sur des politiciens selon lui « corrompus par les États-Unis », il est le porte-parole d'une ligne d'indépendance nationale intransigeante.
Il a participé à la conférence supposément anti-impérialiste Axis for Peace, organisée en 2005 par Thierry Meyssan du Réseau Voltaire. Rudy Reichstadt, de Conspiracy Watch, qualifie la liste des participants de « who’s who des auteurs conspirationnistes les plus en vue de l’époque. »
Le 31 janvier 2022, pendant la crise diplomatique russo-ukrainienne de 2021-2022, en tant que président de l'Assemblée générale des officiers russes, le général Ivashov a publié une déclaration condamnant la « politique criminelle de Poutine consistant à provoquer une guerre » et appelant à la démission du président Poutine. 
Accusant Poutine d'avoir risqué « la destruction définitive de l'État russe et l'extermination de la population du pays », Ivashov a déclaré que le véritable danger pour la Russie n'était pas l'OTAN ou l'Occident mais « la non-viabilité du modèle d'État, l'incapacité totale et le manque de professionnalisme du système au pouvoir et de l'administration, ainsi que la passivité et la désorganisation de la société ». Dans ces conditions « aucun pays ne survit longtemps ».
Selon Roderick Gregory, « Ivashov pense que l'OTAN est une puissance hostile, mais son expérience lui a appris que la menace OTAN/États-Unis est sous contrôle et qu'aucune menace extérieure n'est imminente de la part des puissances occidentales ».